# Papa Bonifácio V
Papa Bonifácio V (Nápoles, Itália? — 25 de Outubro de 625) foi O 69º Papa, de 619 a 625.
Eleito em 23 de Dezembro de 619, quase um ano após a morte de Adeodato, pois Roma estava demasiado ocupada a defender-se do exarca de Ravena Eleutério. O seu pontificado atravessou uma época de contínuas lutas pela coroa da Itália.
Instituiu a "imunidade do asilo", para as pessoas perseguidas que buscassem santuário nas igrejas. Esforçou-se na difusão do cristianismo na Inglaterra.